# هلن ریموند

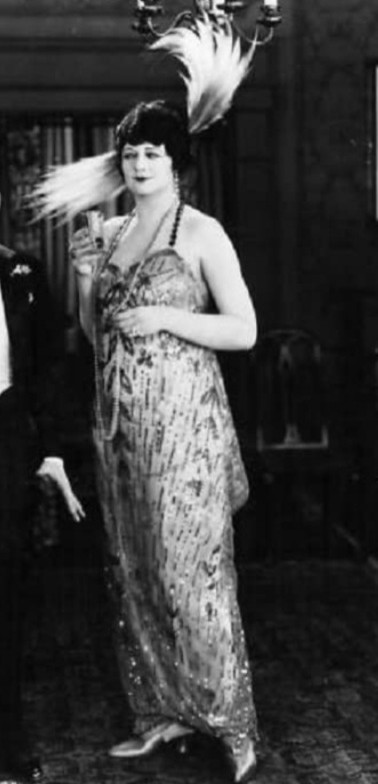

هلن ریموند (زاده ۳ سپتامبر ۱۸۷۸ - درگذشته ۲۶ نوامبر ۱۹۶۵) یک هنرپیشه آمریکایی بود که در برادوی نقش‌های کمدی ایفا کرد و همچنین در فیلم‌های سینمایی هالیوود و در وودویل ظاهر شد. او از کنسرواتوار موسیقی فیلادلفیا فارغ‌التحصیل شد.